# Sergei Alexandrowitsch Konowalow
Sergei Alexandrowitsch Konowalow (russisch Сергей Александрович Коновалов; * 9. April 1973 in der Kasachischen SSR) ist ein ehemaliger russischer Biathlet.
Bei den Biathlon-Weltmeisterschaften 2004 in Oberhof gewann er im Massenstart die Bronzemedaille. Die Saison 2003/2004 war seine erfolgreichste im Weltcup. Sergei Konowalow belegte im Gesamt-Weltcup Platz 15. Trotzdem konnte Konowalow sich nicht auf Dauer in der russischen Weltcupmannschaft durchsetzen. Bei den Europameisterschaften 2003 wurde er Zweiter mit der Staffel und bei den Europameisterschaften im Jahre 2008 gewann er die Goldmedaille in der Verfolgung. Am Ende der Saison 2007/2008 beendete er seine Karriere. Er lebt in Tschaikowski.

## Biathlon-Weltcup-Platzierungen
Die Tabelle zeigt alle Platzierungen (je nach Austragungsjahr einschließlich Olympische Spiele und Weltmeisterschaften).
- 1.–3. Platz: Anzahl der Podiumsplatzierungen
- Top 10: Anzahl der Platzierungen unter den ersten zehn (einschließlich Podium)
- Punkteränge: Anzahl der Platzierungen innerhalb der Punkteränge (einschließlich Podium und Top 10)
- Starts: Anzahl gelaufener Rennen in der jeweiligen Disziplin

| Platzierung | Einzel | Sprint | Verfolgung | Massenstart | Staffel | Gesamt |
| ----------- | ------ | ------ | ---------- | ----------- | ------- | ------ |
| 1. Platz    |        |        |            |             |         |        |
| 2. Platz    |        |        |            |             |         |        |
| 3. Platz    |        |        |            | 1           | 1       | 2      |
| Top 10      | 2      | 1      | 2          | 2           | 7       | 14     |
| Punkteränge | 5      | 11     | 12         | 6           | 7       | 41     |
| Starts      | 11     | 22     | 23         | 6           | 7       | 69     |